# Strogg
Los Strogg son una raza alienígena ficticia, y son los enemigos a vencer en los juegos de acción Quake II y Quake 4, y una facción jugable en: Enemy Territory: Quake Wars.

## Visión General
Los Strogg, una raza cibernética belicosa, son infamemente conocidos por reemplazar grandes porciones de su cuerpo con armas y prótesis mecánicas, por lo que no hay dos Stroggs que sean iguales. Mantienen un masivo complejo militar-industrial global, con minas, refinería de minerales, plantas de producción livianas y pesadas en su mundo natal, Stroggos. Esta dependencia en la industria pesada ha llevado a la muerte a casi toda la vida vegetal y animal del planeta.
Los Strogg atacaron y devastaron la Tierra (para obtener recursos) antes de poder ser repelidos. Entonces la humanidad prefirió lanzar un contraataque por represalia (sucesos que marcan el inicio de Quake II), con el objetivo de causar el caos en la sociedad Strogg eliminando a Makron, su líder, y deshabilitando la mayor parte de las instalaciones militares.

## Política Strogg de captura
Los Strogg expanden su ejército y su población tomando a diferentes especies humanoides y preparándolas de determinadas maneras para ayudar a su raza. Al menos, por lo explicado en el Quake 4, existen diferentes métodos:
- Stroggificación forzada. Este método es excepcionalmente doloroso y brutal ya que los Strogg no usan anestésicos, sino que eligen utilizar excesivas dosis de esteroides a través de una aguja hipodérmica que le permite a la persona sobrevivir al proceso. Este incluye una gran variedad de pasos desde la amputación de los miembros inferiores con una especie de sierra eléctrica, hasta implantes que son puestos a la fuerza dentro de la persona (uno de los doctores a bordo del USS Hannibal comenta que la Stroggificación se parece más a una mutilación más que a cualquier otra cosa). El resultado final, si sale correctamente, es un ciborg de aspecto terrorífico que tiene menos de la mitad de su cuerpo orgánico, con fuerza física, velocidad y agilidad por encima de la media humana.

- Experimentación. La comunidad médica Strogg no tiene ningún problema en experimentar con humanos capturados. Ellos prueban una serie de retorcidos experimentos, como extraer varios órganos solo para ver cuanto puede vivir una persona sin ellos, probar cirugías mientras mantienen a la víctima viva y consciente con el uso masivo de esteroides, y observan los límites de resistencia ambiental exponiéndolos a extremo frío o calor.

- Reciclado. En el campo de reciclado de material biológico, los Strogg no tienen igual. Han desarrollado una tecnología que les permite "romper" cualquier cosa viva en sus componentes moleculares: aminoácidos, enzimas, estructuras minerales, etcétera. Los Strogg no son particularmente cuidadosos, ya que el ser vivo a reciclar está todavía vivo cuando esto ocurre.

- Unidades de torso. Las instalaciones Strogg muchas veces integran torsos de seres humanoides sin extremidades, y algunos sin su cabeza, a los diferentes sistemas. Si bien todavía están vivos, es muy poco probable que los que mantienen sus cabeza estén conscientes de su situación, ya que muchos están bajo los síntomas de una intoxicación, lo que puede ser considerada una bendición. Las unidades de torso en general integran parte de los sistemas de abastecimiento de energía, distribución y regulación de la misma.

## Tecnología Strogg
La tecnología Strogg excede con diferencia de la tecnología humana, (tanto la actual como la mostrada por las fuerzas humanas en la fecha futura del conflicto) en gran parte gracias a su falta de ética, no han tenido barrera alguna en el desarrollo de ingeniería bélica o biológica con sujetos vivos. Uno de sus principales avances es el teletransporte, probablemente usando algo similar a agujeros negros artificiales que les permite desplazarse a una velocidad cercana de la luz a largas distancias, incluso en grandes cantidades (flotas de guerra completas, por ejemplo), si bien la distancia no es ilimitada como se desprende de la declaración de un marine del USS Hanibal cuando afirma que "los Strogg atacaron la tierra, ya que al parecer es un punto estratégico desde el que "podrían llegar a docenas de civilizaciones". Igualmente también disponen de este sistema a escala menor, para transportes individuales en distancias más cortas. En Quake 2 se muestran varios complejos, uno de ellos es una armería (segunda unidad de Quake 2), en otros complejos hay prisiones donde ahí llevan a los prisioneros humanos antes de convertirlos en Strogg, o en unidades de torso el complejo de prisión debe estar cerca de Las Instalaciones Médicas Strogg (Quake 4) se puede decir porque cuando Kane es liberado de la cápsula, se oye una voz que dice "Embarque de prisioneros llegando a las instalaciones"; además de eso se puede ver en Quake 2 un complejo donde se asesinan humanos para convertirlos en pequeños trozos y así luego se procesan para convertirse en Strogg.
Alimentación
Los Strogg se alimentan, lubrican y carburan con una sustancia viscosa denominada "Stroyant" de algún modo, su tecnología, usando gran cantidad de maquinaria incluyendo un ente biológico de gran tamaño, (destruido por el cabo Matthew Kane durante la contienda en Quake 4) consiguen transformar restos orgánicos (normalmente de enemigos abatidos, o realmente, de cualquier resto orgánico) en encimas puras que más tarde son refinadas en Stroyant. Un sistema de tuberías y conductos distribuye el Stroyant a través de todo Stroggos. Si bien el refinado de Stroyant se debe sobre todo a la criatura mutante (probable producto genético de los Strogg creado para tal efecto) el bombeo de la sustancia se debe a un corazón gigantesco, (probablemente otro producto directo de bioingeniería Strogg) también destruido por Kane.

### El Nexo
El Nexo es una extensa red de ordenadores que se extiende por todo Stroggos, recibiendo y enviando información en tiempo real entre los líderes militares y los soldados en el campo de batalla, proporcionando así un sistema de comunicación a distancia inalámbrico y veloz, que permite coordinar estrategias y movimiento otorgando grandes ventajas a sus fuerzas militares y estrategas. El Nexo también es el encargado de teleportar los cadáveres Strogg a las plantas de reciclado (presumiblemente, de la parte orgánica se recuperen órganos útiles, o se recicle en Stroyant, y las mecánicas sean recicladas para ser usadas por otro Strogg o para una futura stroggificación. El nexo se sirve de una red de "Tetranodos" para funcionar, estos tetranodos son transmisores de datos masivos que funcionan de forma ininterrumpida, y cuya temperatura de funcionamiento debe ser mantenida a temperaturas muy por debajo de los cero grados, lo que requiere un sistema de enfriamiento de gran potencia y dimensiones. Un tetranodo sin el adecuado sistema de enfriamiento inevitablemente se recalentará hasta colapsarse y autodestruirse.
El componente central del Nexo es el Procesador del Nexo, situado en una estructura fuertemente fortificada llamada como Núcleo del Nexo en el centro del área de industria pesada en el cráter de Doggus. El Procesador en si es un gigantesco cerebro viviente que, según el técnico Johann Strauss del escuadrón Rhino "nunca antes había sido visto por nadie más que el Makron". Justo fuera del anillo del Cratery situados de forma equidistante uno de otro, se encuentran 3 estructuras más pequeñas y ligeras que el propio Núcleo (pero aun así gigantescas) dedicadas al "Almacenatmiento de Datos", "Redes" y "Procesamiento". Si bien la altura de estas estructuras no puede ser determinado con precisión, tiene al menos 1986 como se desprende de un panel de ascensor leído y traducido por Kane gracias al neurocito que le fue implantado, si bien la altura de la torre es superior a esta planta (ya que no es la última).
El Nexo es vital para las fuerzas militares Strogg, sin él las comunicaciones quedarían cortados y sus fuerzas se colapsarían por el desorden. Durante la contienda en Quake 4 la destrucción del Nexo se convierte en el principal objetivo para la victoria humana, si bien la primera opción barajada fue destruir el Tetranodo situado en la primera Área de Invasión.(Así al menos en el área controlada por ese tetranodo las fuerzas Strogg quedarían desorganizadas). A pesar de sus avances tecnológicos, los sistemas informáticos y computadoras Strogg parecen tener los mismos principios básicos que los sistemas humanos, haciendo que ambos sean altamente compatibles si se cuenta con el equipo necesario.

## La Guerra Strogg
En el año 2065, los Strogg lanzan un ataque masivo a la tierra (Evento en el que se centra Enemy Territory: Quake Wars) con, al parecer, 2 objetivos principalmente. En primer lugar, obtener piezas y repuestos orgánicos, ya que los Strogg son incapaces de reproducirse por su naturaleza semi biológica y mecánica (no son lo suficientemente biológicos para tener funciones reproductivas normales, pero tampoco son completamente artificiales para construirse como simples bots,) además de la necesidad de refinar stroyent a partir de material orgánico.
El segundo motivo es indicado por un marine del Hannbial, al indicar que la tierra sería un punto estratégico desde el que podrían llegar a docenas de civilizaciones a las que atacar (de donde se infiere que la capacidad de teleporte Strogg debe ser limitada) finalmente, con los recursos prácticamente consumidos, los Strogg acaban retirándose a su planeta tras varios años. Aunque Quake Wars se centra en esta situación planteando una guerra que en principio pudiera parecer más o menos igualada, en las entregas Quake 2 y 4 (sobre todo la 2) se muestra esta invasión como una aplastante victoria Strogg con millones de muertos y desaparecidos, en la que los Strogg cogieron todo cuanto vinieron a buscar.
En la segunda guerra, cambian las cosas. Esta vez una armada terrestre unificada (las FDG, Fuerzas de Defensa Global, o inglés GDF, Global Defense Force, que en la guerra terrestre fueron la resistencia ante la invasión) en el año 2245, lanza un ataque sobre Stroggos en cuanto la Tierra ha tenido tiempo de recuperarse, para prevenir futuras invasiones Strogg.
En Quake 2 se relata como un soldado, desviado de su punto de aterrizaje al sufrir impactos en su cápsula, consigue abrirse paso a través del territorio enemigo y destruir los principales objetivos, el Gran Cañón (un arma de defensa orbital que abre fuego contra las naves terrestres en órbita a Stroggos) y otros objetivos, hasta llegar hasta el líder Strogg (conocido como Makron) y destruirlo, la batalla tiene lugar en un asteroide del cinturón de los mismos que orbita alrededor de Stroggos. lo único que se sabe de este soldado es que posiblemente su "apodo" es Bitterman, ya que es el nombre que aparece serigrafiado en su cápsula. (en Quake 3 parece confirmarse, al encontrarse entre los combatientes un "Bitterman" del que se dice es héroe de la guerra Strogg, y también quizá la peor de sus víctimas, aunque no indican los motivos de esta 2.ª observación) lo último que se sabe de "Bitterman" es que logró huir del asteroide antes de que fuera destruido, y volvió a caer en alguna región desconocida de Stroggos. Si atendemos a Quake 3, entidades casi-divinas conocidas como los Vadrigar lo "escogieron" como uno de los luchadores de la Arena Eterna.
La 2.ª fase de la Guerra en Stroggos tiene lugar en Quake 4, en ella el Cabo Matthew Kane (al parecer, conocido por sucesos anteriores en una estación espacial atacada por los Strogg, donde sólo él sobrevivió). Es parcialmente Stroggificado al ser capturado por un nuevo y reconstruido Makron, sin embargo el neurocito implantado en su cerebro no llega a ser activado, en efectos prácticos, es un Strogg cuya mente no ha sido alterada ni sometida a control. Kane es encomendado a realizar diversas misiones, desde un fallido intento por destruir el Tetranodo, sistema de comunicaciones Strogg, a la destrucción final del Nexo, el centro que regula todas las operaciones y datos provenientes de los pensamientos de cada Strogg, no sin antes "vengarse" del Makron destruyéndolo en primer lugar.
- Datos: Q2260974